# The Descent Part 2
The Descent Part 2 è un film del 2009 diretto da Jon Harris.
Pellicola horror sequel del film del 2005 The Descent - Discesa nelle tenebre, diretto da Neil Marshall. Il film è stato proiettato per la prima volta il 2 dicembre 2009 mentre commercializzato in DVD il 27 agosto 2010. Neil Marshall, autore e regista del primo film, è anche uno dei produttori esecutivi del film.

## Trama
Due giorni dopo gli avvenimenti del primo film, Sarah Carter riesce a fuggire dal sistema di grotte nella quale lei e le sue amiche, ormai morte, erano rimaste intrappolate.
La donna viene soccorsa da un automobilista che la accompagnerà in ospedale. Sarah però, per via dello shock subito, ha rimosso tutti i suoi ricordi.
Una squadra di soccorritori viene inviata per perlustrare le grotte e cercare le ragazze scomparse tra cui Juno, la figlia del senatore, ma non trovano nessuno. Lo sceriffo della contea, Valnes, viene a sapere del ritrovamento di Sarah, e, per tenere lontano i media non fa parola della notizia a nessuno, eccetto che a Rios, una poliziotta che lo accompagnerà all'ospedale in cui si trova Sarah. I due arrivano e vengono informati che il tipo di sangue sui vestiti di Sarah è A positivo, lo stesso di quello di Juno.
Valnes ordina a Rios di interrogare Sarah sull'accaduto, ma la donna, per via della perdita di memoria, si dimostra molto confusa e non ricorda nulla.
Intanto due poliziotti, informati da Valnes, si recano sul luogo nel quale Sarah è riuscita a "evadere" dalle grotte. Qui trovano una chiesa abbandonata, e scoprono che al suo interno vi è un elevatore che porta ad un sistema di grotte mai visto prima.
Così, un gruppo di soccorritori, Cath, Greg, Dan a cui si aggiungono Sarah, Rios e Valnes si addentrano nelle caverne alla ricerca delle ragazze scomparse. Dopo un lungo tragitto, il gruppo scopre il corpo sventrato di Rebecca, sospettando che Sarah sia una psicopatica.
Poco dopo la donna ha dei flashback che le fanno tornare la memoria, fugge via dal gruppo ma viene inseguita da Valnes. Sarah si rifugia mentre Valnes, sorpreso da un mostro, spara un colpo con la pistola che non va a segno, ma provoca una frana che intrappola Cath, uno dei soccorritori.
Ciò che resta del gruppo, Rios, Dan e Greg, prosegue e i ragazzi si ritrovano in un'enorme caverna dove vengono aggrediti dagli stessi umanoidi del primo film; Rios viene salvata da Sarah, Greg fugge, Dan muore sbranato, Sarah e Rios fuggono via cercando una via di fuga, e Cath, rimasta intrappolata sotto dei massi, viene anch'essa attaccata da uno dei mostri, ma riesce a fuggire e a ricongiungersi con Greg, con il quale tenta di trovare una via di fuga, ma vengono uccisi.
Valnes, intanto, prosegue da solo, fin quando non viene aggredito da una delle creature che verrà uccisa da Juno. Valnes domanda a Juno cosa possono essere le creature che stanno affrontando, la donna gli risponde "Morte". I due si incamminano finché non incontrano Sarah e Rios. Juno, alla vista di Sarah, si scaglia sulla donna cercando di ucciderla  ma Rios riesce a convincere Juno che Sarah è sua amica e che non deve farle del male. Successivamente Juno confessa ai tre di poter trovare una via d'uscita, così il gruppo si incammina, ma durante la traversata di alcuni massi, Valnes cade, e con lui anche Sarah. Rios chiede aiuto a Juno che dapprima è contraria, ma subito dopo li aiuta. Per liberare Sarah, Rios è costretta a tranciare la mano di Valnes, il quale per precauzione aveva ammanettato il suo braccio con quello di Sarah, con il piccone di Juno.
Rimaste in tre, Sarah, Juno e Rios raggiungono l'uscita ma questa è circondata dai mostri che banchettano con i corpi degli animali cacciati in superficie, le tre procedono con cautela fin quando Greg, completamente massacrato ma ancora vivo, afferra la gamba di Juno chiedendole aiuto, Juno grida per lo spavento e questo attrae i mostri che si scagliano sulle donne, dopo una lunga e violenta battaglia Rios e Sarah hanno la meglio e possono fuggire ma Sarah è trattenuta da Juno che intanto sta per essere uccisa da un mostro enorme.
Sarah cerca di liberarla ma ogni tentativo è inutile e Juno viene sventrata, prima di morire però, la donna chiede scusa a Sarah che poco dopo si ucciderà anche lei attirando tutte le creature verso di sé lanciando un forte grido per salvare Rios, ormai circondata.
Rios, approfitta dell'occasione per fuggire, riesce a salire in superficie e corre via ma qui viene colpita con una pala da Oswald  che porterà il suo corpo vicino alla tana dei mostri.